# Lissomma minuta
Lissomma minuta är en fjärilsart som beskrevs av Swinhoe 1902. Lissomma minuta ingår i släktet Lissomma och familjen mätare. Inga underarter finns listade i Catalogue of Life.